# Shah Wali Kot (dystrykt)
Shah Wali Kot – dystrykt (powiat) leżący w północnej części afgańskiej prowincji Kandahar. Populacja ludności w 2006 liczyła 38 400 ludzi.
Podczas natowskiej interwencji w Afganistanie dystrykt znajdował się pod kontrolą talibską. 6 października 2008 w nalocie sił NATO w dystrykcie zginęło 40 cywilów. W lipcu 2010 siły koalicji przeszły tam do ofensywy antytalibskiej.